# Gyrovagen
Als Gyrovagen (Spätlatein „Umherwandernde“) wurden Wandermönche bezeichnet, die in der Spätantike und im Frühmittelalter, insbesondere im Oströmischen Reich, von einem Kloster zum nächsten zogen und das gemeinsame, geregelte Zusammenleben im Koinobion ablehnten. Immer wieder wurde ihnen Sittenlosigkeit und Hedonismus vorgeworfen, insbesondere erscheinen sie in der Regel der Benediktiner, wo sie mit den Sarabaiten verglichen werden und festgestellt wird:
„Ihr Leben lang ziehen sie landauf, landab und lassen sich für drei oder vier Tage in verschiedenen Klöstern beherbergen. Immer unterwegs, nie beständig, sind sie Sklaven der Launen ihres Eigenwillens und der Gelüste ihres Gaumens. In allem sind sie noch schlimmer als die Sarabaiten.“
Im weiteren Sinn war Gyrovage denn auch eine abfällige Bezeichnung für Landstreicher.